# Ebrahim Hatamikia
Ebrahim Hatamikia (en persan : ابراهیم حاتمی کیا), né le 23 septembre 1961 à Téhéran, est un réalisateur iranien.

## Biographie
Ebrahim Hatamikia, qui est internationalement réputé et reconnu pour son rôle dans le cinéma  iranien dans les années  1990, est né en 1961 à  Téhéran en Iran. Il a abandonné ses études à l’École d’Art dramatique où il étudiait pour devenir scénariste. Hatamikia a commencé sa carrière de réalisateur avec le film L'Identité en 1986 et quelques courts métrages et documentaires au sujet de la Guerre Iran-Irak. Ses films sont considérés comme les meilleurs dans la critique de  la guerre et de  ses résultats. Ses films ont souvent reçu un accueil favorable aux festivals de films nationaux. L'Agence de verre et Au nom du père ont remporté le prix du meilleur scénariste et réalisateur au seizième et vingt-quatrième Festival du Film Fajr. Ses derniers films ont été également sur des écrans internationaux : L'Agence de verre à Berlin et Le Ruban rouge à Saint-Sébastien.

## Filmographie
- 1986 : Hoviyat (fa)
- 1988 : L'Éclaireur (fa) (Deedeh-ban)
- 1990 : Mohadjer (fa)

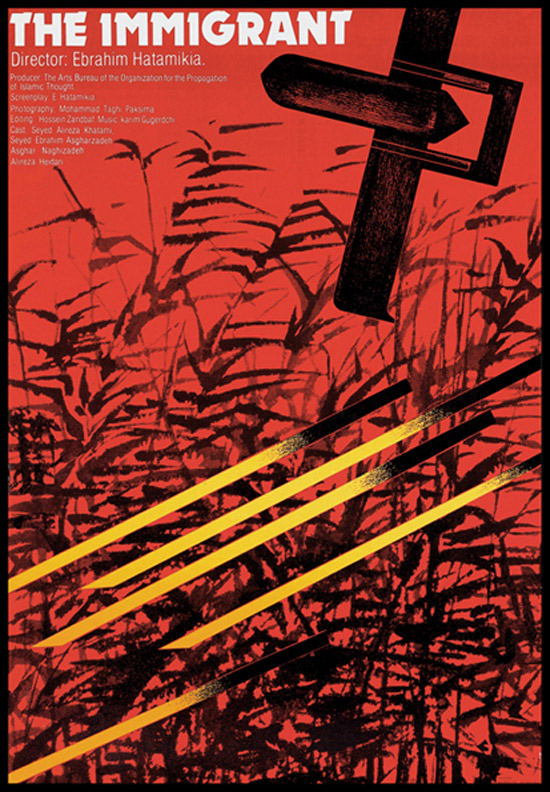
Affiche de The Immigrant (Mohadjer).

- 1993 : Du Karkheh au Rhin (Az Karkheh ta Rhein)
- 1994 : La Cendre verte (fa) (Khakestar-é Sabz)
- 1995 : L'Odeur de la chemise de Youssef (fa) (Bou-ye pirahan-e yousof)
- 1996 : La Tour de Minou (fa) (Bordj-é minou)
- 1997 : L'Agence de verre (Ajans-é shisheh-i)
- 1999 : Rooban-e ghermez (fa)
- 2002 : La Basse Altitude (Ertefa-é past)
- 2004 : Be range arghavan (fa)
- 2005 : Au nom du père (fa) (Bé nam-é pedar)
- 2007 : Halghe sabz (fa) (série télévisée)
- 2008 : Invitation (Davat)
- 2014 : Che
- 2016 : Bodyguard (Badigard)
- 2018 : À l'heure de Damas (Be vaghte sham)
- 2020 : Exodus (fa) (Ḵorouj)
- 2024 : Musa Kalimullah : Au lever du soleil (Musa Kalimullah: Be Vaght-e Tolue)

## Prix
- Coquille d'or, Festival  international du film de Saint-Sébastien (1999)-Nommé
- Simorgh de cristal, Festival du film Fajr  (1998)
- Simorgh de cristal, Festival du film Fajr (1993)
- Simorgh de cristal, Festival du film Fajr (1990)